# ديك مارتن
ديك مارتن (بالإنجليزية: Dick Martin)‏ (و. 1922 – 2008 م) هو ممثل، وممثل أفلام، وممثل تلفزيوني، من الولايات المتحدة الأمريكية، ولد في باتل كريك، توفي في سانتا مونيكا، كاليفورنيا، عن عمر يناهز 86 عاماً.

## التعليم
تعلم في جامعة ولاية ميشيغان.

## جوائز
حصل على جوائز منها:
- جائزة إيمي.

## وصلات خارجية
- ديك مارتن على موقع IMDb (الإنجليزية)
- ديك مارتن على موقع ميوزك برينز (الإنجليزية)
- ديك مارتن على موقع أول موفي (الإنجليزية)
- ديك مارتن على موقع قاعدة بيانات الأفلام السويدية (السويدية)
- ديك مارتن على موقع إن إن دي بي (الإنجليزية)
- ديك مارتن على موقع قاعدة بيانات الفيلم (الإنجليزية)